# Hladki (Ukraina)
Hladki (ukr. Глядки) – wieś na Ukrainie, w  rejonie tarnopolskim obwodu tarnopolskiego, w hromadzie Tarnopol, położona nad rzeką Seret.
Do 2020 roku część rejonu zborowskiego, od 2020 – tarnopolskiego.

## Dwór
- Dwór wybudowany w stylu klasycystycznym w pierwszej połowie XIX w. przetrwał do 1914 r.